# Douglas Township (comté de Boone, Iowa)
Douglas Township est un township, du comté de Boone en Iowa, aux États-Unis,.
Le township est fondé en 1858.

## Source de la traduction
- (en) Cet article est partiellement ou en totalité issu de l’article de Wikipédia en anglais intitulé « Douglas Township, Boone County, Iowa » (voir la liste des auteurs).